# John Moses Browning
John Moses Browning (Ogden, Utah, 21 de enero o 23 de enero de 1855 - 26 de noviembre de 1926) fue un diseñador de armas de fuego estadounidense, que diseñó una larga variedad de armas, cartuchos y mecanismos de armas, muchos de los cuales se mantienen en uso alrededor del mundo. Es la figura más importante en el desarrollo de armas automáticas y semiautomáticas modernas, con 128 patentes de armas. Su primera patente le fue otorgada el 7 de octubre de 1879.
Browning ha influido en el diseño de casi todas las categorías de armas de fuego. Inventó o hizo importantes mejoras en fusiles monotiro, de palanca y de corredera. Sus más importantes contribuciones han sido en el área de las armas de carga automática. Desarrolló la pistola semiautomática con el invento de la corredera encontrado en casi todas las pistolas modernas. También diseñó la primera ametralladora operada a gas, la Ametralladora Colt-Browning M1895, un sistema que superó al de retroceso de masas en popularidad. Otros diseños exitosos incluyen la ametralladora Browning M2 calibre 12,7 mm o el fusil automático BAR.

## Historia
Browning pertenecía a la Iglesia de Jesucristo de los Santos de los Últimos Días y sirvió en una misión en Georgia desde el 28 de marzo de 1887. Su padre, Jonathan Browning, fue uno de los mormones pioneros en el éxodo masivo de Nauvoo, Illinois a Utah, donde instaló un comercio de reparación de armas en Ogden en 1852. John Moses trabajó en el negocio de su padre y luego diseñó su primer fusil, mono-tiro, con bloque deslizante hacia abajo (al estilo del fusil Sharp). También creó su propio sistema de fabricación y comenzó a producir esta arma.
Los ejemplares monotiro de Browning llamaron la atención de la Winchester Repeating Arms Company, que envió a un representante para evaluar la competencia. Winchester compró el diseño y la fabricación se trasladó a su fábrica en Connecticut. Desde 1883, Browning trabajó en colaboración con Winchester y diseñó una serie de fusiles y carabinas, siendo las más notables las escopetas  Winchester Modelo 1887 y Winchester Modelo 1897 y los fusiles Modelo 1885 monotiro y los de palanca Modelo 1886, Modelo 1892, Modelo 1894 y Modelo 1895, muchos de los cuales se mantienen en producción al día de hoy.
Tal vez el arma más infame de diseño Browning fue la pistola FN Modelo 1910, número de serie 19074. En 1914, Gavrilo Princip usó una pistola de este modelo para asesinar al Archiduque de Austria y su esposa Sofía.  Este hecho desencadenó la Primera Guerra Mundial. La pistola fue re-descubierta en 2004.

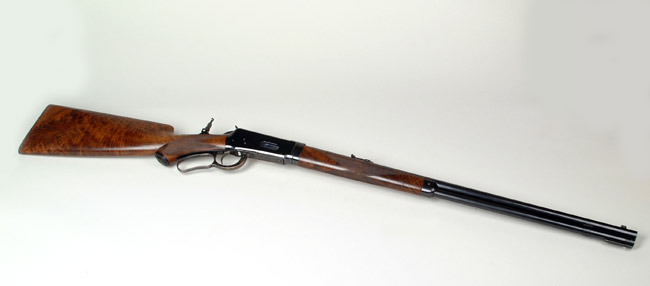
Un fusil Winchester, circa 1894.

El 26 de noviembre de 1926, mientras trabajaba en el diseño de la una pistola semiautomática para FN Herstal en Lieja, murió de un ataque al corazón en la oficina de su hijo, Val A. Browning. La pistola en calibre 9 mm en la que estaba trabajando fue completada en 1935 por el diseñador belga Dieudonne Saive. Comercializada como la Fabrique Nationale GP35, es más conocida como la Browning Hi-Power. La escopeta superpuesta fue su último diseño, comercializada originalmente con doble gatillo. La modificación a monogatillo fue completada más tarde por su hijo Val.
A lo largo de su vida, Browning diseñó armas para su propia compañía y para Winchester, Colt, Remington, Savage y Fabrique Nationale de Bélgica. En 1977, FN adquirió la Browning Arms Company, la cual se había creado en 1927, un año después de su muerte.

## Productos
Muchos diseños se mantienen hoy en producción. Algunos de los más notables son:

### Armas de fuego
- Ametralladora Colt-Browning M1895
- Colt 1897
- FN Browning M1899/M1900
- Colt 1900
- Colt 1902
- Colt 1903 Pocket (.38 ACP)
- Colt 1903 Pocket Hammerless (7,65 Browning)
- Colt 1905, la primera pistola en .45 ACP
- Remington Modelo 8 (1906), un fusil semiautomático accionado por retroceso largo.
- Colt 1908 Vest Pocket (6,35 Browning)
- Colt 1908 Pocket Hammerless (9 mm Corto)
- FN Modelo 1910
- M1911
- Winchester Modelo 1885 fusil monotiro de cerrojo levadizo
- Winchester Modelo 1886 fusil de palanca
- Winchester Modelo 1887 escopeta de palanca
- Winchester Modelo 1890 fusil de corredera (.22)
- Winchester Modelo 1892 fusil de palanca
- Winchester Modelo 1894 fusil de palanca
- Winchester Modelo 1895 fusil de palanca
- Winchester Modelo 1897 escopeta de corredera
- Ithaca 37 escopeta de corredera
- Browning Auto-5 escopeta semiautomática accionada mediante retroceso largo
- Ametralladora Browning M1917 enfriada por agua
- Ametralladora Browning M1919 enfriada por aire
- Browning Automatic Rifle (BAR) de 1917
- Browning M2 ametralladora pesada calibre 12,7 mm de 1921
- Remington Modelo 24 fusil semiautomático (.22) También producido por Browning Firearms y muchos otros
- La Browning Hi-Power, la última pistola que desarrolló John Browning
- La Browning Superpuesta, escopeta diseñada por Browning en 1922 y que entró en producción en 1931

### Cartuchos
Adicionalmente, los cartuchos que desarrolló son muchos de los más populares en el mundo.
- 6,35 mm Browning
- 7,65 mm Browning
- .38 Super
- 9 mm Browning Largo
- 9 mm Corto
- .45 ACP
- 12,7 x 99 OTAN

## Armas militares
Las Colt 1911, Browning 1917 y el BAR vieron la acción en la Primera Guerra Mundial, la Segunda Guerra Mundial y en la guerra de Corea, con la pistola M1911 en servicio en el Ejército de los Estados Unidos hasta 1986; una variante se mantiene en uso en las unidades de operaciones especiales del Cuerpo de Marines de los Estados Unidos y el diseño es muy popular entre tiradores y deportistas civiles. La Browning Hi-Power podría tener un periodo de servicio similar, y se mantiene como arma reglamentaria en las Fuerzas Armadas de Australia, Canadá, Reino Unido y Argentina, solo por nombrar algunos países. La ametralladora pesada Browning M2 se mantiene en uso generalizado en todo el mundo.

## Patentes
- Patente USPTO n.º 220271 fusil monotio Winchester Modelo 1885, primera patente de Browning
- Patente USPTO n.º 306577 fusiles de palanca Winchester Modelo 1886 y 1871
- Patente USPTO n.º 336287 escopeta de palanca Winchester Modelo 1887
- Patente USPTO n.º 385238 fusil de corredera Winchester Modelo 1890
- Patente USPTO n.º 441390 escopetas de corredera Winchester Modelo 1893 y Winchester Modelo 1897
- Patente USPTO n.º 465339 fusil de palanca Winchester Modelo 1892
- Patente USPTO n.º 524702 fusil de palanca Winchester Modelo 1894
- Patente USPTO n.º 544657 Ametralladora Colt-Browning M1895
- Patente USPTO n.º 549345 fusil de palanca Winchester Modelo 1895
- Patente USPTO n.º 580924 pistola semiautomática Colt M1900
- Patente USPTO n.º 632094 fusil de cerrojo monotiro Winchester Modelo 1900, calibre .22
- Patente USPTO n.º 659507 escopeta FN/Browning Auto-5, también Remington Modelo 11
- Patente USPTO n.º 659786 fusil semiautomático Remington Modelo 8
- Patente USPTO n.º 678937 Ametralladora Browning M1917
- Patente USPTO n.º 747585 Pistola semiautomática Colt 1903 Pocket Hammerless
- Patente USPTO n.º 781765 escopeta de corredera Stevens 520
- Patente USPTO n.º 808003 Colt Modelo 1905 en .45 ACP (predecesora de la M1911)
- Patente USPTO n.º 947478 FN Modelo 1906 y Colt 1908 Vest Pocket en 6,35 mm Browning
- Patente USPTO n.º 984519 Colt 1911
- Patente USPTO n.º 1065341 fusil semiautomático Browning 22 y Remington Modelo 24
- Patente USPTO n.º 1143170 escopetas de corredera Remington Modelo 17 e Ithaca 37
- Patente USPTO n.º 1276716 Colt Woodsman
- Patente USPTO n.º 1293022 Fusil automático Browning Modelo de 1918
- Patente USPTO n.º 1424553 fusil de corredera FN "Trombone" calibre .22 (escaso en Estados Unidos)
- Patente USPTO n.º 1525065 Cañones automáticos M1 y M4, de 37 mm
- Patente USPTO n.º 1578638 escopeta Browning Superpuesta, escopeta
- Patente USPTO n.º 1618510 pistola FN y Browning Hi-Power
- Patente USPTO n.º 1628226 ametralladora Browning M2, calibre 12,7 mm

### Fuente
- Esta obra contiene una traducción  derivada de «John Browning» de Wikipedia en inglés, publicada por sus editores bajo la Licencia de documentación libre de GNU y la Licencia Creative Commons Atribución-CompartirIgual 4.0 Internacional.